# Palais des ducs de Pastrana
Le palais des ducs de Pastrana ou palais Gilhou (El palacio de los Duques de Pastrana ou palacio Gilhou) est un hôtel particulier espagnol du XIXe siècle situé entre les rues de Platería et la promenade de la Habana du quartier de Nueva-España (arrondissement de Chamartín) de Madrid. Il a été déclaré Bien d'Intérêt Culturel en 1979. il appartient actuellement à la fondation ONCE et est utilisé pour des événements et des spectacles. 

## Histoire et description
Le financier français, Louis Guilhou Rives, marié avec une Espagnole, Dolores Povedano, achète en 1834 les terrains que va occuper le palais, à la duchesse de Pastrana pour établir sa résidence, à Chamartín de la Rose. Il acquiert aussi d'autres terrains et édifie une minoterie et une tannerie.
Selon Menéndez Pidal, Napoléon a été hébergé dans ce palais pendant son court séjour à Madrid pendant la Guerre de l'Indépendance. L'Empereur ne s'est pas établi dans un lieu plus central par précaution. Au XXe siècle, Menéndez Pidal en a empêché la démolition et créé un musée commémorant cette date historique. Il demanda en 1974 que ce monument soit déclaré monument national. En 1979, il a été finalement déclaré Bien d'Intérêt Culturel.
L'élégante façade rectangulaire se distingue par son architecture, d'influence française, avec son porche à colonnes et ses jardins en forme de trapèze. Le palais consiste en un corps principal rectangulaire avec deux corps latéraux en saillie, laissant le corps principal entre ces deux ailes. L'ensemble du complexe est couronné par quatre tours.